# Darel Christopher Jr.
Pour les articles homonymes, voir Darel.
Darel Christopher Jr., né le 18 août 1990, est un coureur cycliste des îles Vierges britanniques.

## Biographie
Darel Christopher Jr. commence le cyclisme à l'âge de deux ans grâce à son père, président de la Fédération des îles Vierges britanniques de cyclisme, qui lui offre son premier vélo,.
Seul représentant de son pays à l'international, il remporte la course en ligne et le contre-la-montre aux championats des îles Vierges britanniques en 2011. La même année, il participe aux championnats panaméricains. Il s'installe ensuite dans l'État américain de Géorgie en 2013, avec pour ambition de devenir un cycliste professionnel,. Rapidement, il monte en troisième catégorie sur le circuit américain, ce qui correspond à un statut de « semi-professionnel ». Passé en deuxième catégorie, il s'impose sur une petite course en Géorgie du Nord au printemps 2015.
En 2018, il participe au championnat du monde du contre-la-montre. Il devient à cette occasion le premier cycliste des îles Vierges britanniques à représenter son pays lors d'un grand événement international. Victime de plusieurs problèmes mécaniques, il se classe 56e et bon dernier, à plus de 28 minutes du vainqueur Rohan Dennis.

## Palmarès
- 2007
  - 3e du championnat des îles Vierges britanniques du contre-la-montre
- 2010
  -  Champion des îles Vierges britanniques du contre-la-montre
  - 2e étape de la 3 Stage Race
- 2011
  -  Champion des îles Vierges britanniques sur route
  -  Champion des îles Vierges britanniques du contre-la-montre
- 2012
  - British Virgin Isles Season Opener
  - 2e du championnat des îles Vierges britanniques sur route
- 2014
  - Albany Downtown Criterium (3e catégorie)[10]
- 2015
  - Georgia Spring Breakaway Criterium (2e/3e catégories)[11]
- 2018
  - Walterboro Criterium (2e/3e catégories)[12]
- 2022
  -  Champion des îles Vierges britanniques sur route
  - 2e du championnat des îles Vierges britanniques du contre-la-montre
- 2025
  -  Champion des îles Vierges britanniques sur route